# Иосиф Многоболезненный
Иосиф Многоболезненный (XIV век) — монах Киево-Печерской лавры, почитается в Русской церкви как преподобный. Память совершается 4 апреля и 28 августа (в Соборе преподобных отцов Киево-Печерских, в Дальних пещерах (преподобного Феодосия) почивающих) по юлианскому календарю.

## Жизнеописание
Из жития о нём известно, что в течение долгих лет он страдал различными заболеваниями (в связи с чем его называют «многоболезненным»). Дал обет Богу, что в случае выздоровления до конца своей жизни будет служить братии Киево-Печерского монастыря. После исцеления был пострижен в монашество в этом монастыре, где, как сказано в его кратком жизнеописании в Патерике, до смерти усердно подвизался и угождал Богу постом, молитвой, и братии служил своим послушанием.

В современной православной литературе судьба преподобного Иосифа приводится в качестве примера христианского отношения к болезням. Доктор медицинских наук, руководитель Общества православных врачей Санкт-Петербурга, протоиерей Сергий Филимонов отмечал: 

А вспомним монахов Киево-Печерской Лавры — многоболезненных Иосифа и Пимена. Только незадолго до кончины Бог послал им здоровье. Но они пребывали в болезни не просто так: через свою физическую немощь они спасались, искупая какие-то грехи, о каких ведал Господь, и сами получили от Бога благодать исцелять других людей.

## О мощах преподобного Иосифа
Мощи преподобного находятся в Дальних пещерах Киево-Печерской лавры. В старообрядческом литературном памятнике XVIII века «Житие Андрея Денисова» содержится информация о нетленности мощей преподобного Иосифа: упоминаются «нетленныя святыя молебныя руки, преподобных отец печерьских Иосифа многоболезненнаго, и Илии Муромца». При этом даётся понять, что пальцы этих рук сложены в признаваемом старообрядцами истинным двуперстном крестном знамении по аналогии с мощами святого Никиты Новгородского, которые, по данным автора «Жития Андрея Денисова», «безсмертно и по ныне возвещает предсказанное святое таиньство, преестественныя святыя Троицы, и воплощения Христова нетленною своею благословляющею десницею».
Митрополит Макарий (Булгаков) в своей «Истории русской церкви», напротив, приводит пример мощей преподобного Иосифа в качестве доказательства правоты сторонников троеперстного сложения: «Правые руки преподобных Илии муромца и Иосифа многоболезненного имеют три первые перста соединенными, хотя неравно, но вместе, а два последние — безымянный и мизинец пригнутыми к ладони».

## Тропарь преподобному Иосифу Многоболезненному
Тропарь, глас 8:
Слез твоих теченьми пустыни безплодное возделал еси, и иже из глубины воздыханьми во сто трудов уплодоносил еси, и был еси светильник вселенней, сияя чудесы, Иосифе, отче наш, моли Христа Бога спастися душам нашим.